# Ana Barbachan
Ana Luiza Busato Barbachan (Porto Alegre, 15 de agosto de 1989) é uma iatista olímpica brasileira.

## Biografia

### Primeiros anos
Ana Barbachan, nasceu em Porto Alegre, capital do estado do Rio Grande do Sul, no ano de 1989.
Faz parte do Clube dos Jangadeiros, importante clube náutico de Porto Alegre, localizado no bairro da Tristeza.

### Carreira
Foi representante do Brasil nos Jogos Olímpicos de Verão de 2012, realizado em Londres, na Inglaterra. Na categoria de 470 feminino, juntamente com a atleta Fernanda Oliveira, conquistou o sexto lugar na competição.
No ano de 2013, a dupla conquistou o ouro na Copa do Mundo de Vela de 2013, após vencer os circuitos realizado em Miami nos Estados Unidos e Maiorca na Espanha.
Voltou a integrar a delegação brasileira nos Jogos Olímpicos de Verão de 2016, realizados no Rio de Janeiro. Novamente em sua categoria, com a dupla Fernanda Oliveira, alcançaram o oitavo lugar.
 

Preparou-se para entrar na delegação brasileira no ano de 2020, para os Jogos Olímpicos de Verão de 2020, realizados em Tóquio, no Japão. Devido as consequências da Pandemia de COVID-19, o Comité Olímpico Internacional (COI) optou pelo adiamento dos jogos para o ano seguinte. Na edição, na categoria de 470, a dupla brasileira terminou a competição em nono lugar.